# Bridget Monckton
Bridget Helen Monckton, z domu Hore-Ruthven, primo voto Howard (27 lipca 1896 - 17 kwietnia 1982), brytyjska arystokratka, najstarsza z czterech córek Waltera Hore-Ruthvena, 10. lorda Ruthven of Freeland i Jean Lampson, córki Normana Lampsona.
17 stycznia 1918 r. poślubiła George'a Josslyna L'Estrange Howarda, 11. hrabiego Carlisle (6 stycznia 1895 - 17 lutego 1963), syna Charlesa Howarda, 10. hrabiego Carlisle i Rhody L'Estrange, córki pułkownika Pageta L'Estrange. George i Bridget mieli razem syna i córkę:
- Caroline Bridget Dacre Howard (ur. 18 sierpnia 1919)
- Charles James Ruthven Howard (21 lutego 1923 - 28 listopada 1994), 12. hrabia Carlisle i 12. lord Ruthven of Freeland

Podczas II wojny światowej lady Carlisle była głównym kontrolerem Pomocniczej Służby Kobiet i dyrektorką Żeńskiej Rady Doradczej w Indiach. Za swoją pracę w Indiach została w 1947 r. odznaczona Krzyżem Komandorskim Orderu Imperium Brytyjskiego. W międzyczasie popsuły się jej relacje z mężem i małżeństwo hrabiego i hrabiny Carlisle zakończyło się rozwodem w 1947 r. Bridget nie pozostawała długo w stanie panieńskim i już 13 sierpnia 1947 r. poślubiła Waltera Moncktona (17 stycznia 1891 - 9 stycznia 1965). Małżonkowie nie mieli razem dzieci.
Po śmierci ojca w 1956 r. Bridget odziedziczyła tytuł lady Ruthven of Freeland. W 1963 r. zasiadła w Izbie Lordów. W 1957 r. jej mąż został mianowany wicehrabią Monckton, więc Bridget była tytułowaną lady Monckton. Zmarła w 1982 r. Tytuł lordowski przejął jej jedyny syn z pierwszego małżeństwa, który połączył go z odziedziczonym wcześniej po ojcu tytułem hrabiego Carlisle.